# Brunei nos Jogos Olímpicos
Brunei, como Brunei Darussalam, participou pela primeira vez dos Jogos Olímpicos em 1988, com um único oficial mas sem atletas. A nação tem mandado atletas para competirem nos Jogos Olímpicos de Verão desde 1996 até 2008. Brunei nunca particiou dos Jogos Olímpicos de Inverno.
Até 2008, nenhum atleta de Brunei ganhou uma medalha Olímpica.
Nos Jogos Olímpicos de Verão de 2008, Brunei originalmente planejava participar, mas foi expulso no dia da Cerimônia de Abertura após não conseguir registrar nenhum atleta com o COI.
O Comitê Olímpico Nacional de Brunei foi criado em 1984 e reconhecido pelo Comitê Olímpico Internacional naquele mesmo ano.